# Raul Gil Tamanho Família
Raul Gil Tamanho Família foi um programa exibido pela Rede Record entre 18 de fevereiro e 7 de outubro de 2002 e pela Rede Bandeirantes entre 4 de maio e 18 de dezembro de 2008. O programa misturava quadros musicais, além dos famosos quadros como o Pra Quem Você Tira o Chapéu e Jogo do Banquinho, que consagraram o apresentador Raul Gil. Era exibido às segundas-feiras na Record e aos domingos na Band.

## História
Estreou em 18 de fevereiro de 2002, quando Raul Gil era contratado da Rede Record, sempre exibido às segundas no período da noite. A atração mesclava os quadros como o Pra Quem Você Tira o Chapéu e o Jogo do Banquinho (na época, chamado de O Que É, O Que É?) com atrações musicais, em especial aqueles que faziam grande sucesso na época. O programa foi ao ar pela última vez em 7 de outubro de 2002 e logo depois a emissora decidiu retirar do ar sem aviso prévio, mesmo tendo um programa gravado a ser exibido. Seis anos mais tarde, quando o apresentador estava na Bandeirantes, o programa voltou ao ar, desta vez sendo exibido aos domingos no final da tarde. O formato era o mesmo da Record, com atrações musicais e os famosos quadros. No final do mesmo ano, o programa perdeu espaço para as transmissões esportivas da emissora, sendo exibido pela última vez em 18 de dezembro de 2008 e retirado do ar logo depois.